# 왈리아아이벡스
왈리아아이벡스(Capra walie)는 소과 염소속에 속하는 야생 동물의 일종이다. 아이벡스의 아종으로 간주하기도 한다. 서식지 감소와 밀렵 그리고 제한적인 분포 지역때문에 멸종 위협을 받고 있다. 에티오피아 고원 지대의 시미엔 산맥을 중심으로 약 500여 마리만이 남아 있으며, 개체수 감소의 가장 큰 원인은 지난 시기의 밀렵과 서식지 고갈 등이다.